# Datu
Datu oder Datto ist ein Titel für die Fürsten Südostasiens und wird unter anderem auf den Philippinen, in Malaysia, der Brunei und in Indonesien verwendet. In Indonesien bei den Toba-Batak auf der Insel Sumatra hat der Begriff die Bedeutung „Zauberpriester“. Datu waren, und sind zum Teil noch, Herrscher über mehr oder minder große Gebiete dieser Nationen und meist einem Sultan oder Raja untergeordnet. Die Kaste wäre auch vergleichbar mit den europäischen Herzögen, Grafen oder Marquis, je nachdem, wie viel Macht sie ausüben.
Das Wort Datu leitet sich von dem alt-malaiischen Begriff dato bzw. datok ab, einem Herrschaftstitel der Malaien. Zusammen mit den Maharlika, den Timawa und den Alipin bildeten die Datu das Kastensystem des mittelalterlichen Südostasiens. Auch heute gibt es in allen der oben genannten Nationen solche Fürsten.
Ferner wird der Titel Datuk Seri für männliche Mitglieder des malaysischen Parlaments (Dewan Rakyat) verwendet.

## Datus auf den Philippinen

### Muslimisch philippinische Gesellschaft
Die Volksgruppe der Moros, ein Begriff, der aus dem Spanischen übernommen wurde, ist die größte ethnische Gruppe von Moslems auf den Philippinen. In der traditionellen Struktur der muslimischen Filipinos haben Sultane die höchste Autorität, gefolgt von den Datus, deren Entscheidungen sich nach dem Koran richten.
Der Einfluss von Datus wird an der Anzahl ihrer Untergebenen gemessen. Als Ausgleich für Abgaben und Arbeitsdienste sichern die Datus ihnen Hilfe bei Notlagen und Beistand in Streitfragen mit anderen Gemeinschaften zu. Ein Datu ist die Basis für einen reibungslosen Ablauf in der muslimisch philippinischen Gesellschaft. Er ist eine mächtige Autoritätsfigur, dem früher mindestens vier Ehefrauen zugestanden wurden, in der heutigen Zeit jedoch nicht mehr als eine. In früheren Tagen wurden von ihnen auch Überfälle auf andere Ortschaften angeordnet. Sie hatten zudem den Anspruch auf Vergeltung (maratabat) für den Tod eines Untertanen oder aufgrund einer Verletzung ihrer Ehre.
Datus sind auch heute noch in den muslimischen Gesellschaften auf der Insel Mindanao und dem Sulu-Archipel Oberhäupter einer Gemeinschaft, und sie verwalten dort die Schari'a (das Gesetz des Islam). Die Unterstützung der Datu ist ein wichtiger Bestandteil in den Regierungsabläufen einer muslimischen Gemeinschaft.

### Christianisierte philippinische Gesellschaft
Nach der Christianisierung der Philippinen behielten die amtierenden Datus ihren Status und ihre Rechte bei, jedoch mit der Auflage, zum Christentum zu konvertieren und der spanischen Krone zu dienen. König Philipp II. unterzeichnete am 11. Juni 1594 ein Gesetz, in dem ihnen dies zugesichert wurde.
Diese Order gestand den lokalen Adligen den gleichen Respekt und dieselben Privilegien zu, wie sie sie vor ihrer Konversion zum Christentum besaßen. Später wurden sie zu einem Teil einer exklusiven und elitären Führungsschicht, genannt die Principalía, in den Gemeinden der spanischen Philippinen.

### Legende der zehn Datus
Die Legende der zehn Datus ist auf den Philippinen als die Maragtas-Legende bekannt. Diese besagt, dass etwa um 1240 zehn tapfere adlige Regenten an den Küsten von Iloilo gelandet sind, um dort Land gegen Gold einzutauschen. Sie kamen aus dem Königreich Bornay (heute Borneo) und befanden sich auf der Flucht vor dem Zorn des bösartigen Herrschers Rajah Makatunao. Mit großen Schiffen, genannt Balanghays, stachen sie in See, um einen Platz zu finden, wo sie in Frieden und Harmonie leben konnten. In einer mondlosen Nacht am 15. April 1240 fuhren sie ins Unbekannte, zusammen mit ihren Familien, Soldaten, Sklaven und Beratern.
Der Mythos der Ankunft der zehn Datus wird heute noch mit dem Binirayan-Festival auf der Insel Panay, die vor langer Zeit noch Insel von „Aninipay“ hieß, gefeiert.

### Liste bekannter Adliger des philippinischen Archipels
- Datus der vorspanischen Periode auf Panay
  - Datu Dinagandan – Erster Herrscher von Aklan, circa 1200
  - Kalantiao – Regent von Aklan um 1399.
  - Datu Paiburong – Regent von Iloilo
  - Datu Padojinog – Herrscher in der Region der Visayas zusammen mit seiner Frau  Ribongsapaw. Datu Padojinog war einer der 10 Datus aus Borneo.
  - Datus in der  Maragtas Epoche
    - Kalantiaw III. /Rajah Bendahara Kalantiaw – Formulierte 1433 den Gesetzbuch von Kalantiaw (Legende; siehe hierzu den zugehörigen Artikel).
    - Datu Puti – einer der 10 Datus aus Borneo, die in vorspanischer Zeit die Küste von Iloilo erreichten (Eine Legende, die jedoch auf Fakten basiert, siehe zugehöriger Abschnitt).
- Datus während der spanischen Kolonialzeit
  - Raja Colambu – Häuptling von Limasawa um 1521, Bruder von Rajah Siagu von Butuan City. Er traf Ferdinand Magellan und führte ihn am 7. April 1521 nach Cebu.
  - Rajah Humabon – Herrscher von Cebu, ein Verbündeter und Angehöriger von Ferdinand Magellans Feind Lapu-Lapu. 1521 wurden er und seine Frau getauft und nannten sich danach Carlos und Juana, nach dem spanischen Königen Carlos I. und Johanna von Kastilien.
  - Sultan Muhammad Dipatuan Kudarat – Sultan von Maguindanao.
  - Raja Lakandula – Regent von Tondo, einer der letzten Herrscher von Maynilad.
  - Lapu-Lapu – Herrscher von Mactan. Er besiegte Ferdinand Magellan am 27. April, 1521. Er ist der erste nationale Held der Philippinen.
  - Datu Sikatuna – Herrscher von Bohol um 1565. Er ging eine Blutsbrüderschaft mit dem Conquistador Miguel López de Legaspi ein.
  - Rajah Sulayman (auch genannt Rajah Suliman) – der letzte Herrscher von Maynilad. Er wurde von Martín de Goiti besiegt, den Führer der Expedition, die von Legaspi nach Maynilad gesandt wurde.
  - Raja Tupas – Letzter Datu von Cebu, Unterworfen von Legazpi.
- Weitere Datus
  - Datus von Sulu
  - Datu Macabulos – herrschte mit dem Ältestenrat der Ortschaft Lubao, Pampanga um 1571.
  - Datu Pax S. Mangudadato – Datu heutiger Zeit und Gouverneur der Provinz Sultan Kudarat (2001–2004)
  - Rajah Siagu – Häuptling der Volksgruppe der Manobo um 1521.
  - Rajah Mutya Urduja – Prinzessin von Pangasinan.
  - Sultan Hajji Datu Amir bin Muhammad Baraguir, 25. Sultan von Maguindanao
  - Raja Silonga, Sultan von Buayan, widersetzte sich den spanischen Versuchen Mindanao zu erobern und startete die ersten Moro Raids in die Visayas
  - Datu Ubal Bruder des Raja Silonga